# La cerveza
La cerveza és una arna de la família Crambidae. Va ser descrita per Bernard Landry el 1995. Es troba a Amèrica del Nord, on s'ha registrat a Arizona, Califòrnia, Colorado i Texas. El seu binomi significa cervesa en castellà. El gènere conté diversos jocs de paraules.